# Андреевское (Рыбинский район)
В Ярославской области есть ещё восемь деревень с таким названием
Андреевское — деревня Октябрьского сельского округа в Октябрьском сельском поселении Рыбинского района Ярославской области .
Деревня расположена на левом берегу реки Сонохта, к северу от дороги Р151 Ярославль—Рыбинск. На том же берегу, но выше по течению, с южной стороны дороги центр сельского поселения посёлок Октябрьский. На противоположном берегу Сонохты находится деревня Ильинское .
На 1 января 2007 года в деревне не числилось постоянных жителей . Почтовое отделение, находящееся в посёлке Октябрьский, обслуживает в деревне Андреевское 11 домов.